# Bethel Music
Bethel Music es un grupo de adoración estadounidense de Redding, California, donde comenzaron a hacer música en 2001, en Bethel Church. Se enfocan en producir canciones y álbumes de adoración escritos y grabados en gran parte por miembros de su colectivo de artistas.

## Historia
De 2009 a 2013, Bethel Music creció rápidamente de ser un ministerio local pequeño de música cristiana a convertirse en una compañía discográfica y editorial completamente desarrollada, con compositores y líderes de adoración con sede de la Iglesia Bethel en Redding, California.
En enero de 2015, Bethel Music lanzó su colectivo de artistas, ampliando su grupo de artistas locales para incluir a los habitantes de Carolina del Norte: Josh Baldwin, Jonathan y Melissa Helser. Más tarde ese año en mayo incluyeron a Cory Asbury, anteriormente de la casa de oración internacional. En septiembre de 2015, se anunció que Leeland también se uniría a la banda colectiva. El 2 de noviembre de 2016, Bethel Music emitió un comunicado de prensa anunciando que ellos y el antiguo miembro William Matthews habían acordado que William ya no sería parte del Bethel Music Collective. Solo unos días después, se anunció que Sean Feucht se uniría oficialmente al colectivo de artistas de Bethel Church.

## Miembros
Los miembros de Bethel Music a partir del son:
Miembros Actuales
- Brian Johnson
- Jenn Johnson
- Kristene DiMarco
- Paul McClure
- Hannah McClure
- Josh Baldwin
- Bethany Wohrle
- Emmy Rose
- David Funk
- John Wilds
- Zahriya Zachary
- Edward Rivera
- Noah Paul Harrison
- Kevin Curiel

## Discografía

### Álbumes
Los álbumes que han sido producidos por Bethel Music son:
- Undone (Brian and Jenn Johnson with Leah Märi) (2001)
- The Awakening (Jonathan  David and Melissa Helsser) (2005)
- We Believe (Brian and Jenn Johnson) (2006)
- All I Have Needed (Leah Märi) (2010)
- Here Is Love (2010)
- Love Came Down - Live Acoustic Worship In the Studio (Brian Johnson) (2010)
- Be Lifted High (2011)
- Hope's Anthem (William Matthews) (2011)
- The Loft Sessions (2012)
- For The Sake Of The World (2012)
- Gabriel Kansas (EP) (Hunter G.K. Thompson) (2013)
- Without Words (2013)
- Tides (2013)
- Discover Bethel Music (2013)
- Tides Live (2014)
- Swan Song (EP) (Hunter G.K. Thompson) (2014)
- The Undoing (Steffany Gretzinger) (2014)
- On The Shores - Rerelease (Jonathan David & Melissa Helser) (2014)
- You Make Me Brave (2014)
- We Will Not Be Shaken (2015)
- Without Words: Synesthesia (2015)
- Brave New World (Amanda Cook) (2015)
- Come Alive (Bethel Music Kids) (2015)
- Have It All (2016)
- Starlight (2017)
- Moments: Mighty Sound (2018)
- Wild (Sean Feucht) (2018)
- Victory (2019)
- Bethel Music en Español (2019)
- Whitout Words: Génesis (2019)
- Peace (2020)
- Revival's In The Air (2020)
- Homecoming (2021)
- Homecoming (Español) (2021)
- Peace, Vol. II (2021)
- Simple (2022)
- Come Up Here (2023)

### Sencillos y EP
- "Come to Me" (Jenn Johnson) (2011)
- "Chasing You" (Jenn Johnson) (2013)
- "You Make Me Brave" (Live) (Amanda Cook) (20114
- "You Make Me Brave" (Studio Version)
- "It is Well" (Kristine DiMarco) (2015)
- "No Longer Slaves" (Radio Version) (Jonathan David & Melissa Helser) (2015)
- "Have It All" (Live) (Brian Johnson) (2016)
- "Take Courage" (Radio Version) (Kristine DiMarco) (2016)
- "Living Hope" (Bethany Worhle) (2018)
- "Stand In Your Love" (Radio Version) (Josh Baldwin) (2018)
- "Fautliness"
- "Ain't No Grave"
- "Goodness Of God" (Live)
- "Raise a Hallellujah" (Live)
- "Victory Is Yours"
- "Mi Esperanza Está en Jesús" (Live)
- "Por Siempre" (Live)
- "Promesas No Fallarán" (Live)
- "Raise a Hallellujah" (Studio Version)
- "Alabaster Heart" (Live)
- "God of Revival" (Live) (Brian and Jenn Johnson) (2020)
- "We Praise You" (Live) (Brandon Lake) (2020)
- "Egypt" (Cory Asbury) (2020)
- "Too Good To Not Believe" (Live) (Branndon Lake) (2021)
- Touch Of Heaven/Alabaster Hearth" (Live) (David Funk) (2021)
- "Homecoming" (Cory Asbury and Gable Price) (2021)
- "Back to Life" (Studio Version)
- "Beauty" (EP)
- "Surrounded By Holy" (EP)
- "Nothing Else" (Live) (Edward Rivera)

### Estrenos y recepción

#### Tides (2013)
Después del lanzamiento del primer álbum de estudio de Bethel Música en septiembre de 2013,Tides llegó a la vida en un nuevo nivel que Bethel música comenzó a dirigir estas canciones en el país y en todo el mundo. Se hizo evidente que la resonancia y la pasión de cada canción en un ambiente de adoración en vivo era demasiado emocionante pasar por alto Bethel Música, siempre ofreciendo sus servicios de fin de semana y reuniones regionales. Tides en vivo ofrece una perspectiva fresca y de gran alcance en estas canciones y atrae a los oyentes en una experiencia de adoración llena de momentos espontáneos y los sonidos de la alabanza. Entra en los momentos y el impulso de las mareas en vivo, y participar en una auténtica experiencia de culto de una comunidad a otra.
Tides fue escrito durante un tiempo de cambio y transición cuenta con 13 canciones. Tides cuenta una historia de avanzar y superar lo desconocido con Dios. El álbum pinta un paisaje sonoro que es colorido y progresiva ya veces explosivas; basándose en gran medida en los sintetizadores analógicos, guitarras y ritmos pulsantes de barrido.

#### You Make Me Brave (2014)
You Make Me Brave fue grabado en vivo en el auditorio cívico de Redding durante la conferencia de mujeres de la Iglesia Bethel en el verano de 2013. De acuerdo con la Iglesia colectiva, es "clásico Bethel", con 3 de los 12 temas grabados en los momentos espontáneos de culto. Su revisor llega a decir que "los líderes de adoración de Bethel aventajan en serio a sí mismos con su influencia musical, sintetizador pesado, y sabiamente poner juntos los arreglos de las canciones." Producido por Gabriel Salomón Wilson (www.GabrielWilson.net), y Daniel Mackenzie.

#### We Will Not Be Shaken (2015)
Álbum en vivo de Bethel Música, We Will Not Be Shaken fue producido por Bobby Strand y Chris Greely, y presenta 11 canciones originales dirigidos por el Bethel artista de la música colectiva, incluyendo Brian Johnson, Jenn Johnson, Hunter Thompson, Amanda Cook y Matt Stinton, así como artistas debut Kalley Heiligenthal, Hannah McClure, Paul McClure, Jonathan David y Melissa Helser Helser. Nosotros no será debilitada fue concebido como un catalizador para otras comunidades de culto a permanecer firmes en su fe, no importa cuáles sean las circunstancias. La pista del título fue inspirado en un momento espontáneo de culto durante un servicio dominical y destaca promesas permanente de Dios en tiempos de problemas.
CCM Magazine también elogió el álbum, diciendo. "Este es un disco que simplemente se eleva por encima del resto ... Cada canción tiene un diferente aspecto de la belleza ... impecable ".  La revista Magazine le dio un puntaje de cinco estrellas, diciendo que el álbum es una "liberación de culto fuera de entrada y salida en el que cada canción contiene letras que invitan a alabar y glorificar a Dios, y apuntar hacia su fidelidad, el amor y la gracia." NewReleaseTuesday.com por su parte ama las letras "ungidos que son tanto emocional agitación y cimentados en la verdad junto atmósferas musicales que tranquilizar el alma mientras se corrige al mismo tiempo espacio para que Dios hable."

#### Have It All (2016)
El 11 de marzo, Bethel Music lanzó Have It All, un álbum en vivo grabado en Bethel Church. El álbum fue nominado como el álbum de adoración del año y el premio Grabado de empaquetado musical en el GMA Dove Awards 2016, pero no ganó ninguno.

#### Starlight (2017)
El 1 de marzo de 2017, Bethel Music anunció que lanzarían un nuevo álbum, grabado en vivo el 7 de abril de 2017.

### Eventos y tours
Bethel Music realiza giras regularmente tanto en Estados Unidos como a nivel internacional. [Cita requerida] Artistas de la familia Bethel Music visitaron Sudáfrica por primera vez en marzo de 2015 y dirigieron veladas de adoración en Johannesburgo, Pretoria, Durban, Ciudad del Cabo y Port Elizabeth.
En octubre de 2016, los artistas de Bethel Brian y Jenn Johnson, Amanda Cook, Steffany Gretzinger, Jonathan y Melissa Helser, Kalley Heiligenthal, Kristene DiMarco, Paul y Hannah McClure y Josh Baldwin se embarcaron en una gira de dos semanas para grabar un álbum en vivo con invitados líder de adoración Francesca Battistelli. El 1 de marzo de 2017, se anunció que el álbum se titularía Starlight, con pre-pedidos que comenzarían el 17 de marzo y el lanzamiento oficial del álbum sería el 7 de abril.

## Premios y logros
Brian Johnson y Jeremy Riddle fueron nominados en la categoría mejor canción del año en la 44.ª anual Premios GMA Dove "One Thing Remains". En la ceremonia de Nashville los Premios Dove en octubre de 2013, Brian y Jenn Johnson cantaron One Thing Remains junto a Kristian Stanfill y  la banda Passion. 
Amanda Cook, artista canadiense de Bethel Music, fue reconocida en los premios GMA Canada Covenant Awards 2014, nombrada como Vocalista Femenina del Año, y ganadora de la Canción del Año "You Make Me Brave".
En marzo de 2015, la Sociedad Americana de Compositores, Autores y Editores (ASCAP) dio los máximos honores a Jeremy Riddle por su canción "This is Amazing Grace" como la canción del año.
En los Premios GMA Dove 2016, los miembros del Bethel Music Collective fueron nominados para diez Dove Awards. De las diez nominaciones, ganaron cuatro: Brave New World, de Amanda Cook, ganó el álbum Inspirational of the Year; Come Alive, de Bethel Music Kids, ganó el álbum infantil del año; "No longer slaves", de Jonathan David y Melissa Helser, ganó la canción de adoración del año; y Without Words: Synesthesia ganó el álbum instrumental del año.

## Eventos y visitas
Bethel Music hace tours regularmente tanto en los EE.UU como internacionalmente. Artistas de la familia de Bethel Music visitaron Sudáfrica por primera vez en marzo de 2015 y llevaron tardes de culto en Johannesburgo, Pretoria, Durban, Ciudad del Cabo y Port Elizabeth.